# Goux (Gers)
Goux is een gemeente in het Franse departement Gers (regio Occitanie) en telt 84 inwoners (2009). De plaats maakt deel uit van het arrondissement Mirande.

## Geografie
De oppervlakte van Goux bedraagt 5,2 km², de bevolkingsdichtheid is dus 16,2 inwoners per km².
De onderstaande kaart toont de ligging van Goux (Gers) met de belangrijkste infrastructuur en aangrenzende gemeenten.

## Demografie
Onderstaande figuur toont het verloop van het inwonertal (bron: INSEE-tellingen).